# The Exorcist (Fernsehserie)
The Exorcist ist eine US-amerikanische Horrorserie, die auf dem im Original gleichnamigen Roman von William Peter Blatty aus dem Jahr 1971 basiert. Die Serie setzt faktisch die Handlung des ebenfalls gleichnamigen Films aus dem Jahre 1973 fort. Die Erstausstrahlung sendete der US-amerikanische Sender Fox seit dem 23. September 2016. Die deutschsprachige Erstausstrahlung lief vom 20. Oktober bis 17. November 2017 auf dem Pay-TV-Sender ProSieben Fun. Vom 28. Februar bis 19. April 2018 lief die Serie im Free-TV bei  ProSieben.
Am 12. Mai 2017 wurde die Serie für eine zweite Staffel verlängert, deren Ausstrahlung am 29. September 2017 startete.
Die Serie wurde im Mai 2018 nach zwei Staffeln eingestellt.

## Handlung
Die Serie handelt von den zwei Priestern Tomas Ortega und Marcus Keane, die der Bitte von Angela Rance nachkommen, einen Fall von Dämonenheimsuchung in ihrer Familie zu untersuchen. Verschiedene übernatürliche Vorkommnisse bestärken sowohl Angela als auch Tomas und Marcus in der Annahme, dass eine der beiden Rance-Töchter von einem Dämonen besessen ist.

## Besetzung und Synchronisation

### Hauptbesetzung
| Rollenname                   | Schauspieler       | Hauptrolle (Folgen) | Nebenrolle (Folgen) | Synchronsprecher  |
| ---------------------------- | ------------------ | ------------------- | ------------------- | ----------------- |
| Priester Tomas Ortega        | Alfonso Herrera    | 1.01–2.10           |                     | Nico Mamone       |
| Priester Marcus Keane        | Ben Daniels        | 1.01–2.10           |                     | Matthias Klie     |
| Priester Bennett             | Kurt Egyiawan      | 1.01–2.10           |                     | Tim Sander        |
| Casey Rance                  | Hannah Kasulka     | 1.01–1.10           | 2.09                | Josephine Schmidt |
| Katherine Rance              | Brianne Howey      | 1.01–1.10           |                     | Maria Hönig       |
| Henry Rance                  | Alan Ruck          | 1.01–1.10           |                     | Frank Röth        |
| Angela Rance / Regan MacNeil | Geena Davis        | 1.01–1.10           |                     | Sabine Jäger      |
| Andrew „Andy“ Kim            | John Cho           | 2.01–2.10           |                     |                   |
| Rose Cooper                  | Li Jun Li          | 2.01–2.10           |                     |                   |
| Verity                       | Brianna Hildebrand | 2.01–2.10           |                     | Luisa Wietzorek   |
| Mouse                        | Zuleikha Robinson  | 2.03–2.10           |                     | Alexandra Wilcke  |

### Nebenbesetzung
| Rollenname                | Schauspieler        | Nebenrolle (Folgen)              | Synchronsprecher     |
| ------------------------- | ------------------- | -------------------------------- | -------------------- |
| Olivia                    | Camille Guaty       | 1.01, 2.04                       | Nicole Hannak        |
| Bruder Simon              | Francis Guinan      | 1.01, 1.06–1.07, 1.09–1.10       | Reinhard Scheunemann |
| Salesman                  | Robert Emmet Lunney | 1.02–1.05, 1.08–1.10             | Erich Räuker         |
| Jessica                   | Mouzam Makkar       | 1.02, 1.04–1.10                  | Susanne Geier        |
| Maria Walters             | Kirsten Fitzgerald  | 1.02–1.04, 1.06–1.10, 2.06       | Almut Zydra          |
| Kardinal Guillot          | Torrey Hanson       | 1.03, 1.06, 1.08–1.09, 2.02–2-03 | Christian Gaul       |
| Nonne Bernadette          | Deanna Dunagan      | 1.04, 1.07–1.09                  | Kornelia Boje        |
| Chris MacNeil             | Sharon Gless        | 1.05–1.08                        | Martina Treger       |
| David „Truck“ Johnson III | Cyrus Arnold        | 2.01–2.07, 2.10                  |                      |
| Caleb                     | Hunter Dillon       | 2.01–2.10                        |                      |
| Shelby                    | Alex Barima         | 2.01–2.10                        | Sebastian Kluckert   |
| Grace                     | Amélie Eve          | 2.01–2.05, 2.07, 2.09            |                      |
| Harper                    | Beatrice Kitsos     | 2.03–2.10                        |                      |
| Peter Osborne             | Christopher Cousins | 2.04–2.05, 2.07–2.08             |                      |
| Nicole                    | Alicia Witt         | 2.05–2.10                        |                      |

## Episodenliste
| Staffel | Episodenanzahl | Erstausstrahlung USA | Erstausstrahlung USA | Deutschsprachige Erstausstrahlung | Deutschsprachige Erstausstrahlung |
| Staffel | Episodenanzahl | Staffelpremiere      | Staffelfinale        | Staffelpremiere                   | Staffelfinale                     |
| ------- | -------------- | -------------------- | -------------------- | --------------------------------- | --------------------------------- |
| 1       | 10             | 23. September 2016   | 16. Dezember 2016    | 20. Oktober 2017                  | 17. November 2017                 |
| 2       | 10             | 29. September 2017   | 15. Dezember 2017    | 5. Januar 2018                    | 9. Februar 2018                   |

### Staffel 1
| Nr. (ges.) | Nr. (St.) | Deutscher Titel         | Originaltitel                                | Erstausstrahlung USA | Deutschsprachige Erstausstrahlung (D) | Regie          | Drehbuch                         | Zuschauer (USA) |
| ---------- | --------- | ----------------------- | -------------------------------------------- | -------------------- | ------------------------------------- | -------------- | -------------------------------- | --------------- |
| 1          | 1         | Ratten unter dem Dach   | Chapter One: And Let My Cry Come Unto Thee   | 23. Sep. 2016        | 20. Okt. 2017                         | Rupert Wyatt   | Jeremy Slater                    | 2,854 Mio.      |
| 2          | 2         | Die Toten von Englewood | Chapter Two: Lupus in Fabula                 | 30. Sep. 2016        | 20. Okt. 2017                         | Michael Nankin | Heather Bellson                  | 1,976 Mio.      |
| 3          | 3         | Schwarzer Rauch         | Chapter Three: Let ’Em In                    | 7. Okt. 2016         | 27. Okt. 2017                         | Michael Nankin | Dre Ryan                         | 1,954 Mio.      |
| 4          | 4         | Kein Weg zurück         | Chapter Four: The Moveable Feast             | 14. Okt. 2016        | 27. Okt. 2017                         | Craig Zisk     | Adam Stein                       | 1,969 Mio.      |
| 5          | 5         | Der falsche Name        | Chapter Five: Through My Most Grievous Fault | 21. Okt. 2016        | 3. Nov. 2017                          | Jason Ensler   | David Grimm                      | 1,873 Mio.      |
| 6          | 6         | Mittel und Wege         | Chapter Six: Star of the Morning             | 4. Nov. 2016         | 3. Nov. 2017                          | Jennifer Phang | Laura Marks                      | 1,834 Mio.      |
| 7          | 7         | Ein aufgehender Stern   | Chapter Seven: Father of Lies                | 11. Nov. 2016        | 10. Nov. 2017                         | Tinge Krishnan | Charise Castro Smith             | 1,607 Mio.      |
| 8          | 8         | Warum ich?              | Chapter Eight: The Griefbearers              | 18. Nov. 2016        | 10. Nov. 2017                         | Louis Milito   | Marcus Gardley                   | 1,668 Mio.      |
| 9          | 9         | Die dritte Pupille      | Chapter Nine: 162                            | 9. Dez. 2016         | 17. Nov. 2017                         | Bill Johnson   | Franklin Jin Rho & Jeremy Slater | 1,656 Mio.      |
| 10         | 10        | Der Papstbesuch         | Chapter Ten: Three Rooms                     | 16. Dez. 2016        | 17. Nov. 2017                         | Jason Ensler   | Jeremy Slater                    | 1,747 Mio.      |

### Staffel 2
| Nr. (ges.) | Nr. (St.) | Deutscher Titel           | Originaltitel                        | Erstausstrahlung USA | Deutschsprachige Erstausstrahlung (D) | Regie                     | Drehbuch                      | Zuschauer (USA) |
| ---------- | --------- | ------------------------- | ------------------------------------ | -------------------- | ------------------------------------- | ------------------------- | ----------------------------- | --------------- |
| 11         | 1         | Gottes Geschenk           | Janus                                | 29. Sep. 2017        | 5. Jan. 2018                          | Jason Ensler              | Heather Bellson               | 1,581 Mio.      |
| 12         | 2         | Lämmerblut                | Safe As Houses                       | 6. Okt. 2017         | 5. Jan. 2018                          | Deran Sarafian            | Adam Stein                    | 1,359 Mio.      |
| 13         | 3         | Mouse                     | Unclean                              | 13. Okt. 2017        | 12. Jan. 2018                         | Ti West                   | Manny Coto                    | 1,350 Mio.      |
| 14         | 4         | Der Krieg hat begonnen    | One For Sorrow                       | 20. Okt. 2017        | 12. Jan. 2018                         | So Yong Kim               | Rebecca Kirsch                | 1,232 Mio.      |
| 15         | 5         | Aeternum vale             | There but for the Grace of God, Go I | 3. Nov. 2017         | 19. Jan. 2018                         | Alex Garcia Lopez         | Alyssa Clark                  | 1,454 Mio.      |
| 16         | 6         | Das Kreuz des Herrn       | Darling Nikki                        | 10. Nov. 2017        | 19. Jan. 2018                         | Jason Ensler              | Franklin Jin Rho & Adam Stein | 1,269 Mio.      |
| 17         | 7         | Die Kinder im Garten      | Help Me                              | 17. Nov. 2017        | 2. Feb. 2018                          | Steven A. Adelson         | David Grimm                   | 1,332 Mio.      |
| 18         | 8         | Gottes Braut              | A Heaven of Hell                     | 1. Dez. 2017         | 2. Feb. 2018                          | Meera Menon               | Heather Bellson & M. Willis   | 1,177 Mio.      |
| 19         | 9         | Willkommen in der Familie | Ritual & Repetition                  | 8. Dez. 2017         | 9. Feb. 2018                          | Elizabeth Allen Rosenbaum | Sean Crouch                   | 1,184 Mio.      |
| 20         | 10        | Unwürdig                  | Unworthy                             | 15. Dez. 2017        | 9. Feb. 2018                          | Jason Ensler              | Jeremy Slater                 | 1,278 Mio.      |

## Entwicklung
Entwickelt wurde die Serie, die auf dem im Original gleichnamigen Roman von William Peter Blatty aus dem Jahr 1971 basiert, von Jeremy Slater. Im Januar 2016 gab Fox die Produktion einer Pilotfolge in Auftrag. Die erste Staffel der Serie wurde in Chicago gedreht. Die Dreharbeiten zur zweiten Staffel starteten am 28. Juli 2017 in Vancouver.

## Rezeption

### Kritik
The Exorcist erhielt überwiegend positive Kritiken. Bei Rotten Tomatoes erreichte die erste Staffel der Serie 78 Prozent bei 50 Bewertungen. Bei Metacritic erhielt die erste Staffel einen Metascore von 62/100 Punkten basierend auf 28 Rezensionen.
Axel Schmitt vom Branchenportal Serienjunkies.de findet die Pilotepisode „nicht besonders gruselig“, sie schaffe „es aber, eine interessante Figurenkonstellation zu etablieren“. In Kombination mit den „überzeugenden Darbietungen der Hauptdarsteller“ werde daraus „ein sehenswerter Auftakt“.

### Auszeichnungen und Nominierungen
American Society of Cinematographers Award
- 2017: Nominiert in der Kategorie Herausragende Leistungen in der Cinematographie im Fernsehfilm/Miniserie/Pilotfilm für Alex Disenhof

People’s Choice Award
- 2017: Nominiert in der Kategorie Bestes neues TV-Drama

Saturn Award
- 2017: Nominiert in der Kategorie Beste Horror-Fernsehserie